# Federação Internacional do Esporte para Amputados e Cadeirantes
Federação Internacional do Esporte para Amputados e Cadeirantes (em inglês:  International Wheelchair and Amputee Sports Federation - IWAS) é uma organização internacional de esportes para atletas com deficiência sediada em Stoke Mandeville, Buckinghamshire. A IWAS é uma instituição de caridade registrada.
A IWAS foi formada em 2005 pela fusão da Stoke Mandeville Wheelchair Sports Federation (ISMWSF) (que era conhecido anteriormente como o Stoke Mandeville Games Federation (ISMGF)) e da Federação Internacional de Esportes para Deficientes (ISOD - sigla em inglês). A ISOD tinha sido fundada pela Associação Internacional de Veteranos de Guerra em 1964.